# Perlas Vilnius
El Perlas Vilnius es un equipo de baloncesto lituano que compite en la Nacionalinė krepšinio lyga, la segunda división del país. Tiene su sede en la ciudad de Vilna. Disputa sus partidos en el Lietuvos Rytas Arena, con capacidad para 1700 espectadores.

## Historia
El equipo se fundó en 2003 con el nombre de Statyba, pasando por diversas divisiones inferiores del baloncesto lituano, hasta que en 2009 asciende a la Lietuvos Krepšinio Lyga, y en su primera temporada acaba en la octava posición de la fase regular, cayendo en primera ronda de los play-offs ante el Lietuvos Rytas, a la postre campeón de liga, por 2-0.